# Клоулклабед
Клоулклабед (палау. Kloulklubedi) — населенный пункт в Палау, является административным центром штата Пелелиу. Он расположен на северной оконечности острова, недалеко от Северного пляжа. Деревня была центром японских операций во Второй мировой войне, и остатки японского центра связи всё ещё стоят в селе. Памятник битве за Пелелиу также находится в населенном пункте. Является самым южным и западным населённым пунктом в Палау.
В Клоуклабеде похоронен первый президент Палау Харуо Ремелиик, который был убит в 1985 году. Харуо был родом из Пелелиу, и его могила находится недалеко от центра села и от офиса губернатора.